# Krzysztof Mączyński
Krzysztof Mączyński, né le 23 mai 1987 à Cracovie, est un footballeur polonais. Il est milieu de terrain au Legia Varsovie.

## Carrière
- 2007-2010 :  Wisła Cracovie
  - 2009-déc. 2009 :  ŁKS Łódź (prêt)
  - 2010-2011 :  ŁKS Łódź (prêt)
- 2011-déc. 2013 :  Górnik Zabrze
- jan. 2014-2015 :  Beijing Renhe FC
- 2015-2017 :  Wisła Cracovie
- depuis 2017 :  Legia Varsovie

## Palmarès
- Champion de Pologne : 2008, 2009